# Marudur
Marudur là một thị xã panchayat của quận Kapur thuộc bang Tamil Nadu, Ấn Độ.

## Nhân khẩu
Theo điều tra dân số năm 2001 của Ấn Độ, Marudur có dân số 10.205 người. Phái nam chiếm 49% tổng số dân và phái nữ chiếm 51%. Marudur có tỷ lệ 60% biết đọc biết viết, cao hơn tỷ lệ trung bình toàn quốc là 59,5%: tỷ lệ cho phái nam là 71%, và tỷ lệ cho phái nữ là 49%. Tại Marudur, 11% dân số nhỏ hơn 6 tuổi.